# Parque Municipal da Chamusca

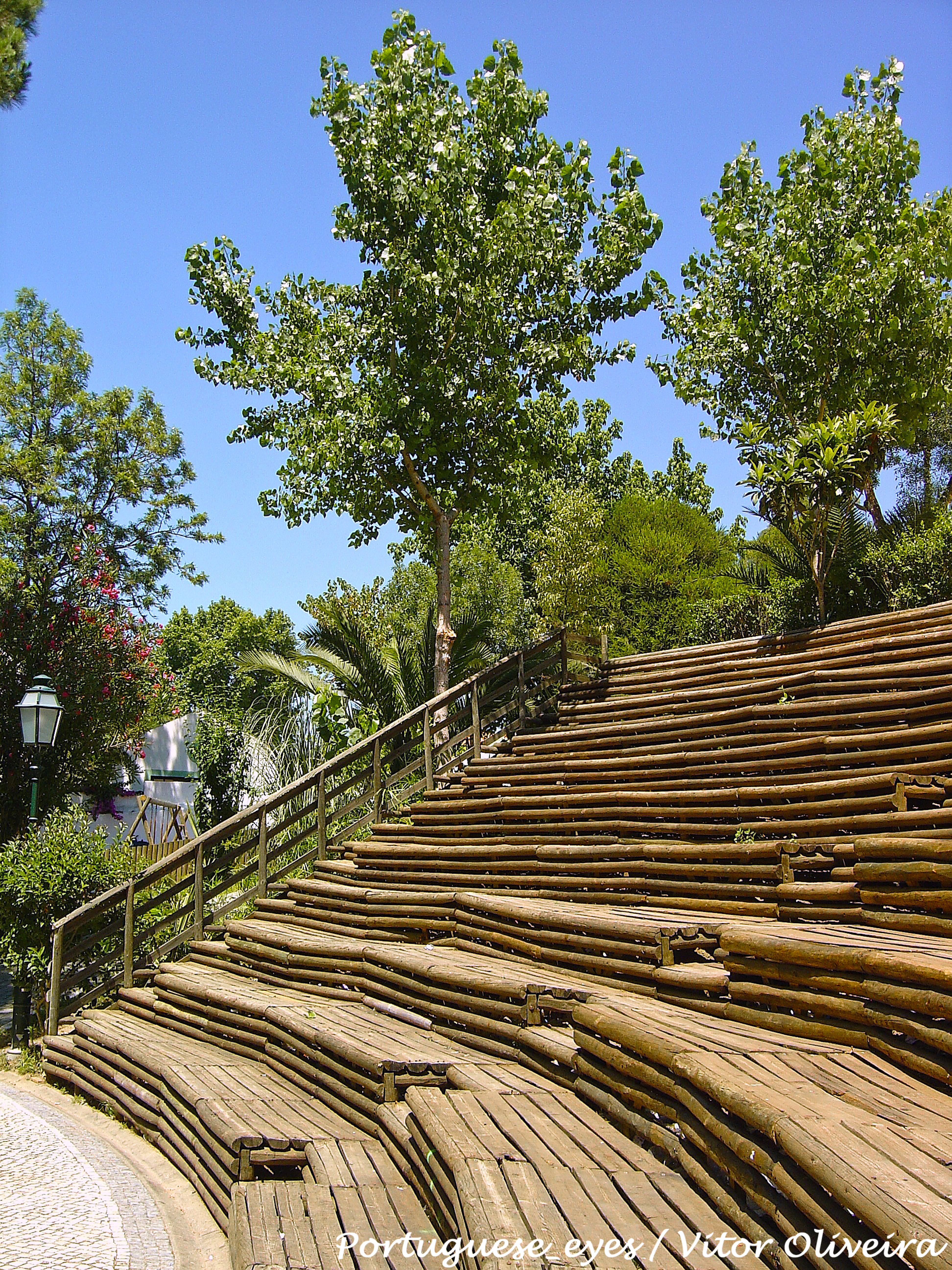

O Parque Municipal da Chamusca situa-se próximo do centro desta vila ribatejana, junto aos Paços do Concelho. De facto, este edifício e o terreno hoje ocupado pelo parque faziam parte da mesma propriedade, conhecida até aos finais do século XIX como Horta da Misericórdia, e que foi comprada pela Câmara Municipal em 1888. Após a instalação desta no edifício, em 1904, os terrenos então ocupados por hortas e pomares foram transformados no actual parque.
O parque possui vários exemplares arbóreos característicos de regiões tropicais, do qual há a destacar uma araucária (araucaria heterophylla) de grandes dimensões, proveniente do Brasil. Junto à entrada principal, ergue-se o monumento ao comendador João Joaquim Isidro dos Reis, constituído pelo busto em bronze desta figura marcante da história chamusquense colocado sobre um plinto semelhante aos pilares da Ponte da Chamusca. Este monumento foi erigido em 1956 e foi esculpido pelo escultor Francisco Franco. Junto ao parque, ergue-se o edifício do Cine-Teatro da Misericórdia, no local anteriormente ocupado pela Casa da Caldeira.
Disperso pelo parque, encontra-se o núcleo de arqueologia do Museu Municipal da Chamusca, constituído por várias lápides com inscrições, algumas delas do período romano. O parque inclui ainda uma mina escavada na encosta e uma pitoresca fonte, revestida a azulejos. Tanto as lápides romanas, como a maioria dos azulejos e ornamentos do jardim que remontavam ao inicio do sec.XX, foram entretanto vendidas em hasta pública.
A Casa Rural Tradicional situava-se no interior do parque e constituía o núcleo de etnografia do Museu Municipal da Chamusca. O seu espólio, uma preciosa colecção da etnografia ribatejana, pretendia retratar a vida camponesa na Chamusca dos anos 30 e 40 do século XX, englobando um conjunto de utensílios e de alfaias agrícolas, bem como vários objectos do quotidiano desta época, anterior à electrificação e ao uso do plástico. Também o seu aspecto exterior respeitava esteticamente a arquitectura ribatejana tradicional, incluindo até um pequeno alpendre, debaixo do qual estava colocado um forno característico da época.
Este edifício foi em Abril de 2008 demolido pela Câmara Municipal da Chamusca, por razões que são desconhecidas. O espólio deste núcleo museológico foi vendido, grande parte, em hasta pública.[carece de fontes?]